# Mohammed Al-Ghassani
Mohammed Saleh Abdallah Al-Ghassani (al-Suwayq, 1º aprile 1985) è un calciatore omanita, attaccante del Saham Club e della Nazionale omanita.

## Caratteristiche tecniche
Attaccante, può essere impiegato anche come trequartista.

## Carriera

### Club
Comincia a giocare all'Al-Suwaiq. Nel 2008 passa all'Al-Nahda. Nel 2009 si trasferisce al Saham Club. Nel 2011 viene acquistato dall'Al-Masna'a. Nel 2012 passa all'Al-Suwaiq. Nel 2014 si trasferisce all'Al-Shabab. Nel 2015 si accasa all'Al-Masna'a. Nel 2016 viene acquistato dal Saham Club.

### Nazionale
Ha debuttato in Nazionale il 1º luglio 2007, nell'amichevole Oman-Arabia Saudita (1-1). Ha messo a segno la sua prima rete con la maglia della Nazionale il 23 febbraio 2012, nell'amichevole Oman-India (5-1), in cui ha siglato la rete del momentaneo 1-0. Ha partecipato, con la Nazionale, alla Coppa d'Asia 2007.

## Statistiche

### Cronologia presenze in nazionale
| Cronologia completa delle presenze e delle reti in nazionale ― Oman | Cronologia completa delle presenze e delle reti in nazionale ― Oman | Cronologia completa delle presenze e delle reti in nazionale ― Oman | Cronologia completa delle presenze e delle reti in nazionale ― Oman | Cronologia completa delle presenze e delle reti in nazionale ― Oman | Cronologia completa delle presenze e delle reti in nazionale ― Oman | Cronologia completa delle presenze e delle reti in nazionale ― Oman | Cronologia completa delle presenze e delle reti in nazionale ― Oman |
| Data                                                                | Città                                                               | In casa                                                             | Risultato                                                           | Ospiti                                                              | Competizione                                                        | Reti                                                                | Note                                                                |
| ------------------------------------------------------------------- | ------------------------------------------------------------------- | ------------------------------------------------------------------- | ------------------------------------------------------------------- | ------------------------------------------------------------------- | ------------------------------------------------------------------- | ------------------------------------------------------------------- | ------------------------------------------------------------------- |
| 09-01-2019                                                          | Sharjah                                                             | Uzbekistan                                                          | 2 – 1                                                               | Oman                                                                | Coppa d'Asia 2019 - 1º turno                                        | -                                                                   | 86’                                                                 |
| 13-1-2019                                                           | Abu Dhabi                                                           | Oman                                                                | 0 – 1                                                               | Giappone                                                            | Coppa d'Asia 2019 - 1º turno                                        | -                                                                   | 67’                                                                 |
| 17-1-2019                                                           | Abu Dhabi                                                           | Oman                                                                | 3 – 1                                                               | Turkmenistan                                                        | Coppa d'Asia 2019 - 1º turno                                        | -                                                                   | 74’ 90+1’                                                           |
| 20-1-2019                                                           | Abu Dhabi                                                           | Iran                                                                | 2 – 0                                                               | Oman                                                                | Coppa d'Asia 2019 - Ottavi di finale                                | -                                                                   | 88’                                                                 |
| Totale                                                              |                                                                     | Presenze                                                            | 4                                                                   |                                                                     | Reti                                                                | 0                                                                   |                                                                     |